# Босанско-подрињски кантон Горажде
Босанско-подрињски кантон Горажде (до 2001. године Горажданско-подрињски кантон) је пети од десет кантона Федерације Босне и Херцеговине. Кантон се налази у источној Босни поред кантона Сарајево. Центар Кантона је Горажде. Површина кантона је 504,6 km², а број укупног становништва 23.734. Кантон се састоји од општина Горажде, Пале, и Фоча-Устиколина. Премијер Кантона тренутно је Аида Обућа.

## Историја
Археолошка ископавања потврђују да је подручје Босанско-подрињског кантона Горажде било насељено током каменог доба и римског периода. У средњем веку град Горажде се први пут спомиње 1397. године.
Османлије су освојили подручје 1465. године и држали га до 1878. године и Аустроугарске окупације. Током Првог и Другог светског рата становништво је доста страдало. Након завршетка Другог светског рата подручје Босанско-подрињског кантона постаје део југоисточне регије Босне и Херцеговине и њен административни, привредни и културни центар.

## Влада
Босанско-подрињски кантон је један од десет кантона Федерације Босне и Херцеговине. Граничи са сарајевским кантоном и са општинама источне Републике Српске. На челу Владе Босанско-подрињског кантона, која се састоји од осам министара, тренутно се налази премијер Салко Обхођаш.
Законодавно тело Кантона је Кантонална скупштина која броји 25 посланика. Посланици се бирају системом отворених листа на општим изборима у Босни и Херцеговини. Странка демократске акције је, по броју освојених гласова, тренутно водећа политичка странка у Босанско-подрињском кантону Горажде.
Босанско-подрињски кантон Горажде се састоји од три општине: Горажде са седиштем у Горажду, Пале са седиштем у Прачи, и Фоча-Устиколина са седиштем у Устиколини. Главни град кантона је град Горажде.

## Географија
Босанско-подрињски кантон се налази у источној Босни, у Подрињу. Укупна површина кантона је 573,1 km². Надморска висина у целом кантону је преко 300 метара. Река Дрина протиче кроз општине Фоча-Устиколина и Горажде. Територија Босанско-подрињског кантона је углавном прекривена шумом. Главна насељена мјеста у Босанско-подрињском кантону су Горажде, Прача, Устиколина, Витковићи, Иловача, Јабука, Зупчићи, Цвилин и др.

## Становништво
У кантону, као и свим његовим општинама, већинско становништво су Бошњаци.
|                      | 2013.           | 1991.            |
| Укупно               | 23 734 (100,0%) | 41 779 (100,0%)  |
| Бошњаци              | 22 313 (94,01%) | 29 137 (69,74%)1 |
| Срби                 | 885 (3,729%)    | 11 145 (26,68%)  |
| Босанци              | 180 (0,758%)    | –                |
| Муслимани            | 100 (0,421%)    | –                |
| Неизјашњени          | 77 (0,324%)     | –                |
| Остали               | 42 (0,177%)     | 617 (1,477%)     |
| Босанци и Херцеговци | 40 (0,169%)     | –                |
| Роми                 | 30 (0,126%)     | –                |
| Хрвати               | 24 (0,101%)     | 80 (0,191%)      |
| Албанци              | 15 (0,063%)     | –                |
| Непознато            | 9 (0,038%)      | –                |
| Југословени          | 8 (0,034%)      | 800 (1,915%)     |
| Црногорци            | 6 (0,025%)      | –                |
| Словенци             | 3 (0,013%)      | –                |
| Македонци            | 2 (0,008%)      | –                |

1. 1 На пописима од 1971. до 1991. Бошњаци су пописивани углавном као Муслимани.

## Привреда
Општина Горажде је у предратном периоду била једна од најразвијенијих општина Босне и Херцеговине. УНИСове фабрике су запошљавале преко 10.000 људи. Због последица рата ниједна УНИС-ова фабрика није била у могућности запослити више од 100 радника. Везе са стратешким партнерима су изгубљене, а са оштећеним и дотрајалим машинама није било могуће покренути производњу. У истој или много тежој ситуацији су се нашле општине Пале-Прача и Фоча-Устиколина. Данас је ситуација умногоме измењена а кантонална привреда је напредовала. Ипак, има још много да се уради.

## Образовање
На подручју Босанско-подрињског кантона Горажде постоји шест основних и три средње школе. На територији општине Горажде постоје четири основне школе, две од њих су у Горажду, једна у Витковићима, и једна у Иловачи. Општине Фоча-Устиколина и Пале-Прача имају по једну основну школу. Средња мешовита школа, средња техничка школа, и средња стручна школа су смештене у Горажду. Образовање у Босанско-подрињском кантону Горажде још увек се суочава са многобројним тешкоћама.